# Francisco Muñoz (wielrenner)
Francisco Muñoz Llana (Oviedo, 24 juni 2001) is een Spaans wielrenner die in 2024 prof werd bij Team Polti Kometa.

## Carrière
In 2022 behaalde Muñoz meerdere ereplaatsen in met name het Spaanse amateurcircuit. Als stagiair bij EOLO-Kometa nam hij in oktober deel aan de Coppa Bernocchi en de Gran Piemonte.
In 2024 werd Muñoz prof bij Team Polti Kometa, dat hem, na twee stageperiodes, liet doorstromen vanuit hun opleidingsploeg. Zijn eerste wedstrijdkilometers van dat jaar maakt hij in de Clàssica Comunitat Valenciana.

## Resultaten in voornaamste wedstrijden
| Jaar | Ronde van Italië | Ronde van Frankrijk | Ronde van Spanje |
| ---- | ---------------- | ------------------- | ---------------- |
| 2024 | 122e             |                     |                  |
| 2025 | 144e             |                     |                  |

| Jaar | Strade Bianche |
| ---- | -------------- |
| 2024 | 79e            |
| 2025 |                |

## Ploegen
- 2022 –  EOLO-Kometa (stagiair vanaf 1 augustus)
- 2023 –  EOLO-Kometa (stagiair vanaf 1 augustus)
- 2024 –  Team Polti Kometa
- 2025 –  Team Polti VisitMalta

Albanese · Bais · Bevilacqua · Christian · Dina · Fancellu · Fedeli (vanaf 20/6) · Fetter · Fortunato · García · Gavazzi · Grávalos · Lonardi · Maestri · Á. Martín · D. Martín · Ravasi · Rivi · Ropero · Rosa · Sevilla · Viegas · Montoli (stagiair) · Muñoz (stagiair) · Pietrobon (stagiair)
Albanese · D. Bais · M. Bais · Bevilacqua · Fancellu · Fetter · Fortunato · Garosio · Gavazzi · Lonardi · Maestri · Á. Martín · D. Martín · Pietrobon · Piganzoli · Raccani (tot 9/8) · Rivi · Serrano · Sevilla · Tercero · De Cassan (stagiair) · Muñoz (stagiair)
D. Bais · M. Bais · De Cassan · Double · Fabbro · Fetter · Garosio · Gómez · Lonardi · Maestri · Á. Martín · D. Martín · Muñoz · Peñalver · Pietrobon · Piganzoli · Restrepo · Serrano · Sevilla · Tercero · Bagnara (stagiair) · Buttigieg (stagiair)  · Raccagni (stagiair)